# این را به قلبم بگو (ترانه تیلور دین)
«این را به قلبم بگو» (به انگلیسی: Tell It to My Heart) ترانه‌ای از تیلور دین و یکی از قطعه‌های اولین آلبوم استودیویی او با همین نام است که در سال ۱۹۸۷ منتشر شد. این قطعه آهنگ امضای تیلور دین به‌شمار می‌آید.
تک‌آهنگ «این را به قلبم بگو» در زمان انتشارش در آلمان، هلند و سوئیس صدرنشین چارت‌های موسیقی شد، در بریتانیا تا ردهٔ سوم جدول تک‌آهنگ‌ها صعود کرد و در بیلبورد هات ۱۰۰ ایالات متحده در جایگاه هفتم قرار گرفت.
در سال ۲۰۰۲ کلی لیورنا نسخهٔ جدیدی از «این را به قلبم بگو» را منتشر کرد که با استقبال مناسبی روبه‌رو شد.

## موزیک ویدئو
موزیک ویدئوی «این را به قلبم بگو» که اجرای سکسی و پُر تکاپوی دین را به نمایش گذاشت بودجهٔ ناچیزی داشت. در این ویدئو او با همراهی دو رقصندهٔ مرد، ترانه را مقابل یک زمینهٔ سفید و خالی اجرا می‌کند. این ویدئو پوشش گسترده‌ای از ام‌تی‌وی گرفت و سبب شد توجه‌ها به تیلور دین جلب شود.

## فهرست قطعه‌های تک‌آهنگ
| - نسخهٔ صفحهٔ ۷ اینچی 1. «این را به قلبم بگو» – ۳:۳۸ 2. «این را به قلبم بگو» (اینسترومنتال) – ۳:۱۵ - نسخهٔ صفحهٔ ۱۲ اینچی مَکسی 1. «این را به قلبم بگو» (کلاب میکس) – ۶:۴۶ 2. «این را به قلبم بگو» (پرکاپلا میکس) – ۳:۲۱ 3. «این را به قلبم بگو» (سینگل میکس) – ۳:۲۴ 4. «این را به قلبم بگو» (داب میکس) – ۵:۴۷ | - نسخهٔ صفحهٔ ۱۲ اینچی مَکسی رمیکس 1. «این را به قلبم بگو» (هاوس آو هارتس میکس) – ۸:۴۳ 2. «این را به قلبم بگو» (نسخهٔ رادیویی) – ۳:۳۱ 3. «این را به قلبم بگو» (داب آو هارت میکس) – ۶:۴۳ |

## موقعیت در چارت‌های موسیقی
| چارت (۱۹۸۷–۱۹۸۸)                           | بالاترین جایگاه |
| ------------------------------------------ | --------------- |
| استرالیا (کنت میوزیک ریپورت)               | ۱۰              |
| اتریش (او۳ تاپ ۴۰ اتریش)                   | ۱               |
| بلژیک (اولتراتاپ ۵۰ فلاندرز)               | ۲               |
| تک‌آهنگ‌های برتر کانادا (آرپی‌ام)             | ۹               |
| دانمارک (ترک‌لیستن)                         | ۱               |
| اروپا (یوروچارت هات ۱۰۰)                   | ۱               |
| فنلاند (Suomen virallinen lista)           | ۳               |
| فرانسه (اس‌ان‌ئی‌پی)                          | ۱۱              |
| Greece (IFPI)                              | ۲               |
| ایرلند (ایرما)                             | ۲               |
| هلند (۴۰ آهنگ برتر)                        | ۱               |
| هلند (۱۰۰ تک‌آهنگ برتر)                     | ۱               |
| نیوزیلند (ریکوردد میوزیک ان‌زد)             | ۷               |
| نروژ (وی‌جی-لیستا)                          | ۳               |
| آفریقای جنوبی (رادیو اسپرینگ‌باک)           | ۱۱              |
| اسپانیا (AFYVE)                            | ۵               |
| سوئد (فهرست برترین‌های سوئد)                | ۳               |
| سوئیس (شوایزر هیت‌پاراد)                    | ۱               |
| تک‌آهنگ‌های بریتانیا (اوسی‌سی)                | ۳               |
| UK Dance (میوزیک ویک)                      | ۱               |
| بیلبورد هات ۱۰۰ ایالات متحده               | ۷               |
| ترانه‌های باشگاه رقص ایالات متحده (بیلبورد) | ۴               |
| فروش تک‌آهنگ‌های رقص ایالات متحده (بیلبورد)  | ۳               |
| ایالات متحدهٔ آمریکا تاپ ۱۰۰ مجلهٔ کَش‌باکس    | ۹               |
| آلمان غربی (جدول‌های رسمی آلمان)            | ۱               |

| چارت (۱۹۹۶)                                | بالاترین جایگاه |
| ------------------------------------------ | --------------- |
| فنلاند (جدول‌های رسمی فنلاند)               | ۱۵              |
| ترانه‌های باشگاه رقص ایالات متحده (بیلبورد) | ۱۰              |

| چارت (۲۰۰۲)                  | بالاترین جایگاه |
| ---------------------------- | --------------- |
| اروپا (یوروچارت هات ۱۰۰)     | ۴۴              |
| ایرلند (ایرما)               | ۳۱              |
| تک‌آهنگ‌های رقص ایرلند (IRMA)  | ۵               |
| اسکاتلند (اوسی‌سی)            | ۳               |
| تک‌آهنگ‌های بریتانیا (اوسی‌سی)  | ۹               |
| موسیقی رقص بریتانیا (اوسی‌سی) | ۷               |

| چارت (۱۹۸۸)                                            | جایگاه |
| ------------------------------------------------------ | ------ |
| استرالیا (ای‌آرآی‌ای)                                    | ۴۳     |
| اتریش (او۳تاپ۴۰ اتریش)                                 | ۱۷     |
| بلژیک (اولتراتاپ ۵۰ فلاندرز)                           | ۲۳     |
| تک‌آهنگ‌های برتر کانادا (آرپی‌اِم)                         | ۹۶     |
| اروپا (یوروچارت هات ۱۰۰)                               | ۴      |
| هلند (تاپ ۴۰ هلند)                                     | ۱۹     |
| هلند (۱۰۰ تک‌آهنگ برتر هلند)                            | ۱۵     |
| نیوزیلند (ریکوردد میوزیک ان‌زد)                         | ۵۰     |
| سوئیس (شوایزر هیت‌پاراد)                                | ۱۰     |
| تک‌آهنگ‌های برتر بریتانیا (آفیشال چارتس)                 | ۲۳     |
| تک‌آهنگ‌های رقص بریتانیا (میوزیک ویک)                    | ۸      |
| بیلبورد هات ۱۰۰ ایالات متحدهٔ آمریکا                    | ۵۳     |
| فروش تک‌آهنگ‌های رقص مجلهٔ بیلبورد در ایالات متحدهٔ آمریکا | ۳۴     |
| آلمان غربی (جی‌اف‌کی چارتس)                              | ۸      |

| چارت (۲۰۰۲)                       | جایگاه |
| --------------------------------- | ------ |
| تک‌آهنگ‌های بریتانیا (آفیشال چارتس) | ۱۳۲    |

## گواهی‌های فروش
| منطقه                                                                       | گواهی  | واحد گواهی‌شده/فروش |
| --------------------------------------------------------------------------- | ------ | ------------------ |
| آلمان (بی‌وی‌ام‌آی)                                                            | Gold   | ۲۵۰٬۰۰۰^           |
| سوئد (گی‌ال‌اف)                                                               | Gold   | ۲۵٬۰۰۰^            |
| بریتانیا (بی‌پی‌آی)                                                           | Silver | ۲۰۰٬۰۰۰            |
| بریتانیا (بی‌پی‌آی) نسخهٔ کلی لیورنا                                           | Silver | ۲۰۰٬۰۰۰            |
| ایالات متحده (آرآی‌ای‌ای)                                                     | Gold   | ۱٬۰۰۰٬۰۰۰^         |
| ^ رقم توزیع تنها بر پایهٔ گواهی‌ها. · رقم فروش+پخش جاری تنها بر پایهٔ گواهی‌ها. |        |                    |